# Zaid Kareem
Zaid Mustafa Mahmoud Abdul Kareem (arabisch زيد كريم; * 19. Juni 2001) ist ein jordanischer Taekwondoin. Er startet in der Gewichtsklasse bis 68 Kilogramm.

## Erfolge
Zaid Kareem sicherte sich international seine erste Medaille bei den Olympischen Jugend-Sommerspielen 2018 in Buenos Aires, als er die Bronzemedaille in der Gewichtsklasse bis 55 Kilogramm gewann. Eine weitere Bronzemedaille folgte drei Jahre darauf bei den Asienmeisterschaften in Beirut in Gewichtsklasse bis 68 Kilogramm, in der er fortan kämpfte. 2022 wurde er in Chuncheon in derselben Gewichtsklasse Vizeasienmeister, nachdem er im Finale Ulugʻbek Rashitov aus Usbekistan unterlegen war. Die 2023 ausgetragenen Asienspiele 2022 in Hangzhou schloss er ebenfalls auf dem zweiten Platz ab. Erneut hatte er, diesmal mit 0:2, das Nachsehen gegen Rashitov.
Bei den Olympischen Spielen 2024 in Paris erreichte Kareem in seiner Konkurrenz nach einem 2:1-Auftakterfolg gegen Edival Pontes aus Brasilien das Viertelfinale, in dem er den Türken Hakan Reçber mit 2:0 besiegte. Auch das anschließende Halbfinale gegen den Briten Bradly Sinden gewann Kareem mit dem Resultat von 2:1. Im Finale traf er einmal mehr auf Ulugʻbek Rashitov und musste gegen ihn eine 0:2-Niederlage hinnehmen, sodass er als Zweitplatzierter die Silbermedaille erhielt.